# Hyantis mysolensis
Hyantis mysolensis är en fjärilsart som beskrevs av Brooks 1939. Hyantis mysolensis ingår i släktet Hyantis och familjen praktfjärilar. Inga underarter finns listade i Catalogue of Life.